# جنگ صلیبی سمیرنا
جنگ صلیبی سمیرنا (انگلیسی: Smyrniote crusades)، به دو جنگی که به دستور کلمنت ششم علیه امارت آیدین که تحت کنترل عمر بیگ بود، صورت گرفت که در نهایت بدون نتیجه و دستاوردهای خاصی به پایان رسید.